# جزء زائد من الجسم

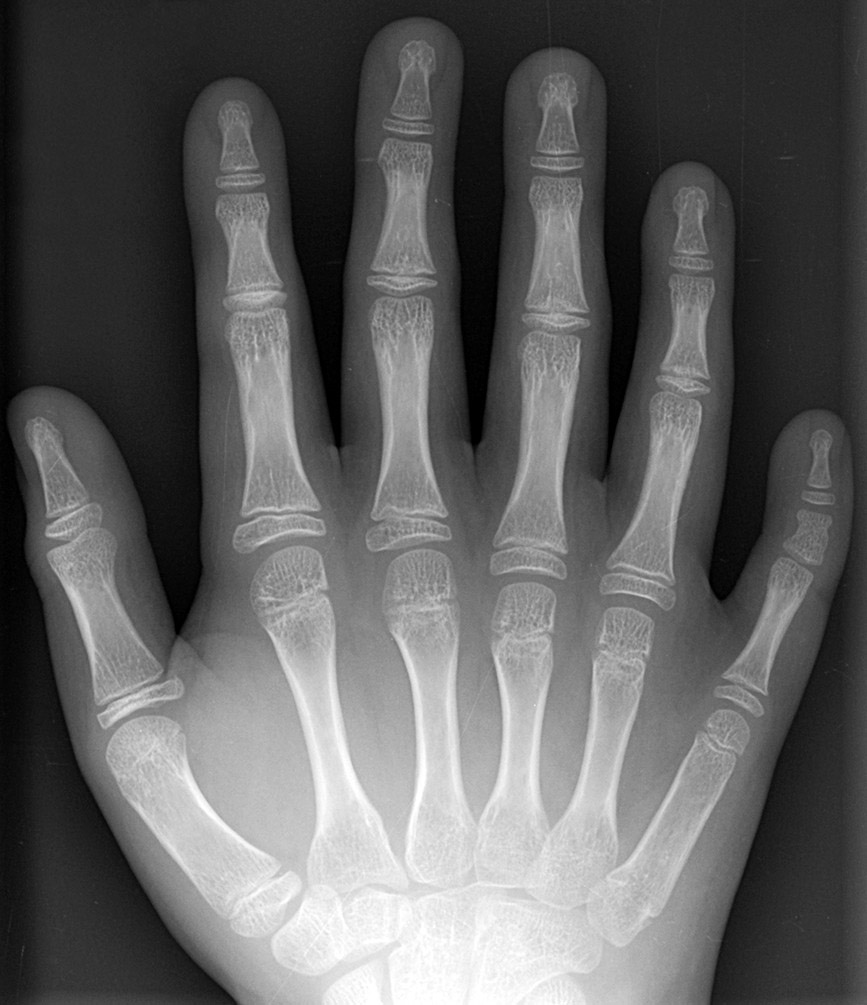
حالة كثرة الأصابع تظهر بواسطة الآشعة السينية

الجزء الزائد من الجسم هي الحالة الأكثر شيوعًا للعيب الخلقي وهو عبارة عن نمو جزء إضافي من الجسم.قد تكون أجزاء الجسم الزائدة مرئية أو مخفية.

## أنواع معينة من الأجزاء الزائدة
- الثدي الزائد: ثدي إضافي واحد أو أكثر
- ضلع عنقي: ضلع إضافي في الفقرة الرقبية
- ازدواج القضيب: وجود قضيبين
- خنوثة: وجود الجهاز التناسلي لكلا الجنسين في جسم واحد
- زيادة عدد الأسنان: أسنان إضافية
- ضلع الحوض: نمو عظمي في الأنسجة الرخوة في منطقة الحوض
- ازدواج الرأس: رأس إضافية
- كثرة الأصابع: أصابع قدم إضافية أو أصابع يد إضافية
- كثرة الأطراف: ذراع أو ساق إضافية
- تعدد الخصي: أكثر من خصيتين
- كلى زائدة: كلية ثالثة
- الحلمات الزائدة: حلمات صدر إضافية
- ارتفاق الأصابع: حزام بين أصابع اليدين أو القدمين
- ازدواج الرحم: ظهور رحم إضافي
- العظام الزائدة في القدمين: عظام إضافية شائعة إلى حد ما; فإنها تميل إلى أن تحدث بين مشط القدم.

## في القصص
- في الكتاب المقدس، كان لجليات ستة أصابع في اليد وستة أصابع في القدم.